# 145 Pułk Piechoty (1939)
145 Pułk Piechoty (145 pp) – rezerwowy oddział piechoty Wojska Polskiego.

## Formowanie jednostki
145 pp nie występował w organizacji pokojowej Wojska Polskiego. Był jednostką mobilizowaną dla rezerwowej 44 Dywizji Piechoty.
Zgodnie planem mobilizacyjnym „W” 145 pp był mobilizowany II rzucie mobilizacji powszechnej na obszarze Okręgu Korpusu Nr IV. Jednostkami mobilizującymi były: 10 pułk piechoty w Łowiczu, 18 pułk piechoty w Skierniewicach, 28 pułk piechoty w Łodzi i 37 pułk piechoty w Kutnie. Dowódcy wymienionych wyżej pułków piechoty byli odpowiedzialni za przygotowanie i przeprowadzenie mobilizacji:
- 10 pp – dowództwa 145 pp, organów kwatermistrzowskich jednostek pozabatalionowych 145 pp, kompanii gospodarczej 145 pp, kompanii zwiadowczej 145 pp, kompanii przeciwpancernej typ II 145 pp, plutonu łączności 145 pp, plutonu pionierów 145 pp i plutonu przeciwgazowego 145 pp[3], wszystkie pododdziały i dowództwo pułku miały zostać zmobilizowane w terminie X+3,
- 18 pp – I baonu 145 pp, miał zostać zmobilizowany w terminie X+4[4],
- 28 pp – III baonu 145 pp, miał zostać zmobilizowany w terminie X+3[5],
- 37 pp – II baonu 145 pp, miał zostać zmobilizowany w terminie X+3[6].

## 145 pp w kampanii wrześniowej

### Działania bojowe pułku

#### I batalion 145 pp
Batalion został zmobilizowany zgodnie ze planem, 5 września osiągnął gotowość marszową. Zgodnie z rozkazem organizacyjnym nr 1 Ministra Spraw Wojskowych gen. dyw. Tadeusza Kasprzyckiego z dnia 3 września 1939, wymaszerował ze Skierniewic 6 września. Marsz prowadził wraz ze zmobilizowanymi w Skierniewicach dywizyjnymi pododdziałami: 44 samodzielną kompanią km i broni towarzyszącej i 44 kompanią kolarzy. Początkowo kierowano się do miejsca koncentracji 44 DP rez. w okolicach Sochaczewa. Batalion dotarł w okolice Łowicza 7 września tam dołączył do pododdziałów 145 pp i wszedł w podporządkowanie dowódcy 145 pp ppłk Marcickiewicza. Dołączył jeszcze sformowany w Łodzi III batalion. Następnie w składzie macierzystego pułku podjął marsz w kierunku Warszawy. Podczas marszu prowadził potyczki z niemieckimi podjazdami zmotoryzowanymi i grupami dywersantów niemieckich. Wobec fiaska obrony linii rzeki Wisły, I/145 pp wraz z innymi pododdziałami 145 pp wycofał się do Warszawy i uczestniczył w jej obronie. Batalion w obronie Warszawy prowadził działania bojowe na pododcinku Południowym, odcinka Warszawa-Wschód (Praga), początkowo przez dwa dni w I linii obrony, następnie jako odwód pododcinka.

## Organizacja wojenna i obsada personalna
Organizacja wojenna i obsada personalna 145 pp we wrześniu 1939
- dowódca pułku – ppłk piech. Józef Marcickiewicz
- I adiutant – por. Klemens Zakrzewski
- kwatermistrz – kpt. piech. Kazimierz Stefan Szul
- dowódca kompanii zwiadu – por. Józef Tymoteusz Kraśniewski
- dowódca plutonu pionierów – ppor. rez. Józef Lech Zajączkiewicz
- dowódca plutonu przeciwgazowego – ppor. rez. Juliusz Staiński
- dowódca I batalionu – kpt. adm. (piech.) Bolesław Józef Blockus
- adiutant – ppor. rez. Tadeusz Stanisław Fangrat
- oficer łączności – ppor. rez. Aleksander Satkowski
- dowódca 1 kompanii – por. Tadeusz Sylwester Łańcucki
- dowódca 2 kompanii – por. rez. Stanisław Korliński
- dowódca 3 kompanii – por. Jan Jarmurzyński
- dowódca 1 kompanii ckm – por. Bronisław Malinowski
- dowódca II batalionu – ppłk piech. Jan Korkiewicz
- dowódca 4 kompanii – kpt. piech. Henryk Leon Machnowski
- dowódca III batalionu – ppłk piech. Ludwik Smolarz